# Дом, милый дом (фильм, 2016)
Дом, милый дом (англ. Home Sweet Home) — македонско-косовский фильм-драма, снятый косовским режиссёром Фатоном Байрактари. Мировая премьера ленты состоялась 7 июля 2016 года на международном кинофестивале в Карловых Варах. Фильм был выдвинут непризнанной Республикой Косово на премию «Оскар» в категории «Лучший фильм на иностранном языке».

## Сюжет
Фильм рассказывает о возвращении домой Агрона, который долгое время считался погибшим во время конфликта в Косово, что подтверждали его товарищи по армии. Однако вскоре члены семьи Агрона, обрадованные его возвращением, сталкиваются с проблемами, в результате чего он в силу различных обстоятельств вынужден оставаться мёртвым — по крайней мере, официально. Таким образом, дом Агрона становится фоном для изображения проблем, стоящих перед послевоенным обществом.

## В ролях
- Донат Кьося — Агрон
- Арта Мучай — Нана
- Шкумбин Истрефи — Башким
- Леа Кьося — Блерта
- Монна Мустафа — Дрита (в титрах как Сюзан Мустафов)
- Альбин Байрактари — Луан

## Съёмочная группа
- Режиссёр — Фатон Байрактари
- Сценарий — Зимбер Келменди
- Продюсер — Трим Муслиу
- Композитор — Дарко Спасовски
- Оператор — Латиф Хасолли
- Звукорежиссёр — Горан Керкез (шумовик)